# Åndalsnes Station
Åndalsnes Station (Åndalsnes stasjon) er en jernbanestation, der er den nordlige endestation for Raumabanen, og som ligger i byen Åndalsnes i Rauma kommune i Norge. Stationen består af flere spor med to forskudte perroner og en havneterminal, der ejes af Rauma kommune. Den grå stationsbygning er opført efter tegninger af Gudmund Hoel og Arvid Sundby og huser turistkontor, kiosk, ventesal og bagagebokse.
Stationen blev åbnet sammen med den sidste del af banen fra Verma 30. november 1924. 
Om sommeren kører der turisttog mellem Bjorli og Åndalsnes som supplement til regionaltogene.